# SD Órdenes
SD Órdenes is een Spaanse voetbalclub uit Ordes die uitkomt in de Tercera División. De club werd opgericht in 1953.